# Christina Houbraken
Christina Houbraken (gedoopt Dordrecht, 12 februari 1695 – na 1760) was een Nederlandse tekenares.

## Leven en werk
Houbraken was een dochter van Arnold Houbraken (1660-1719) en van Sara Sasbout Souburg. Haar vader was schilder en werd daarnaast bekend als auteur van een kunstenaarslexicon. Christina leerde, net als zus Antonina en hun jongere broer Jacob, schilderen en tekenen van haar vader. Ze groeide op in Dordrecht en verhuisde als 15-jarige met haar ouders naar Amsterdam. Er is, voor zover bekend, geen werk van haar bewaard gebleven.
Ze trouwde in 1724 met de schilder Anthony Elliger (1701-1781). Zij kregen drie dochters, onder wie Christina Maria Elliger. Het gezin woonde in Amsterdam, waar haar man bekend was als behang- en plafondschilder.

Houbraken overleed na 1760, waar en wanneer is niet bekend.